# Félix Valles
Félix Valles fue un religioso natural de Zaragoza, nacido en el siglo XVII.
Varii Tractatus Theologici, que quedaron en dicho Colegio, en librería lit. D. Num.108. Este escritor religioso (Fray Diego López) hace memoria Fray Félix Valles en su Catálogo M.S. de Escrit. y el P. Lector Jubilado Perez Lopez en su Manifiesto por el referido Colegio (Colegio de San Diego de Zaragoza) (Biblioteca nueva de los escritores aragoneses que florecieron desde el año de 1600 hasta 1640, Pamplona: Joaquín de Domingo, 1799; autor: Félix Latassa).

## Biografía
Félix fue un religioso franciscano de la Regular Observancia, quien tomó el hábito en 2 de junio de 1690 en el real convento de San Francisco (Zaragoza).
Después de haber seguido los destinos de la oratoria evangélica, fue declarado predicador general y cronista de la provincia de Aragón, en donde era conocida su suficiencia a principios del siglo XVIII.
De su catálogo de escritores franciscanos pusieron de manifiesto su saber Clemente Comenge, obispo de Ciudad Rodrigo, el maestre dominicano Fray Miguel Urbano y el lector jubilado Lorenzo Sanz.

## Obras
- Catálogo de escritores franciscanos de la Regular Observancia de la santa provincia de Aragón, obra manuscrita e incompleta.
- Mensa Eucharistica...., 1716.
- Oración fúnebre en la muerte de la señora Reina Católica de España doña María Luisa Gabriela de Saboya,..., Zaragoza, 1714, en 4º.
- Sermón panegírico de la conversión del apóstol San Pablo,..., Zaragoza, 1713, en 4º.